# Sân vận động Fritz Walter
Sân vận động Fritz Walter (tiếng Đức: Fritz-Walter-Stadion; phát âm tiếng Đức: [ˌfʁɪtsˈvaltɐˌʃtaːdi̯ɔn]) là một sân vận động bóng đá nằm ở thành phố Kaiserslautern, Rheinland-Pfalz, Đức. Đây là sân nhà của 1. FC Kaiserslautern. Nơi đây là một trong những sân vận động được sử dụng trong Giải vô địch bóng đá thế giới 2006. Sân được đặt theo tên của Fritz Walter, cầu thủ đã thi đấu cho câu lạc bộ Kaiserslautern trong suốt sự nghiệp của mình và là đội trưởng của đội tuyển bóng đá quốc gia Đức vô địch Giải vô địch bóng đá thế giới 1954. Sân vận động được xây dựng trên đồi Betzenberg, do đó sân có biệt danh là "Betze". Sân được khánh thành vào năm 1920.